# Memorial Soest – Ostönnen
Koordinaten: 51° 32′ 11,5″ N, 7° 59′ 58,5″ O

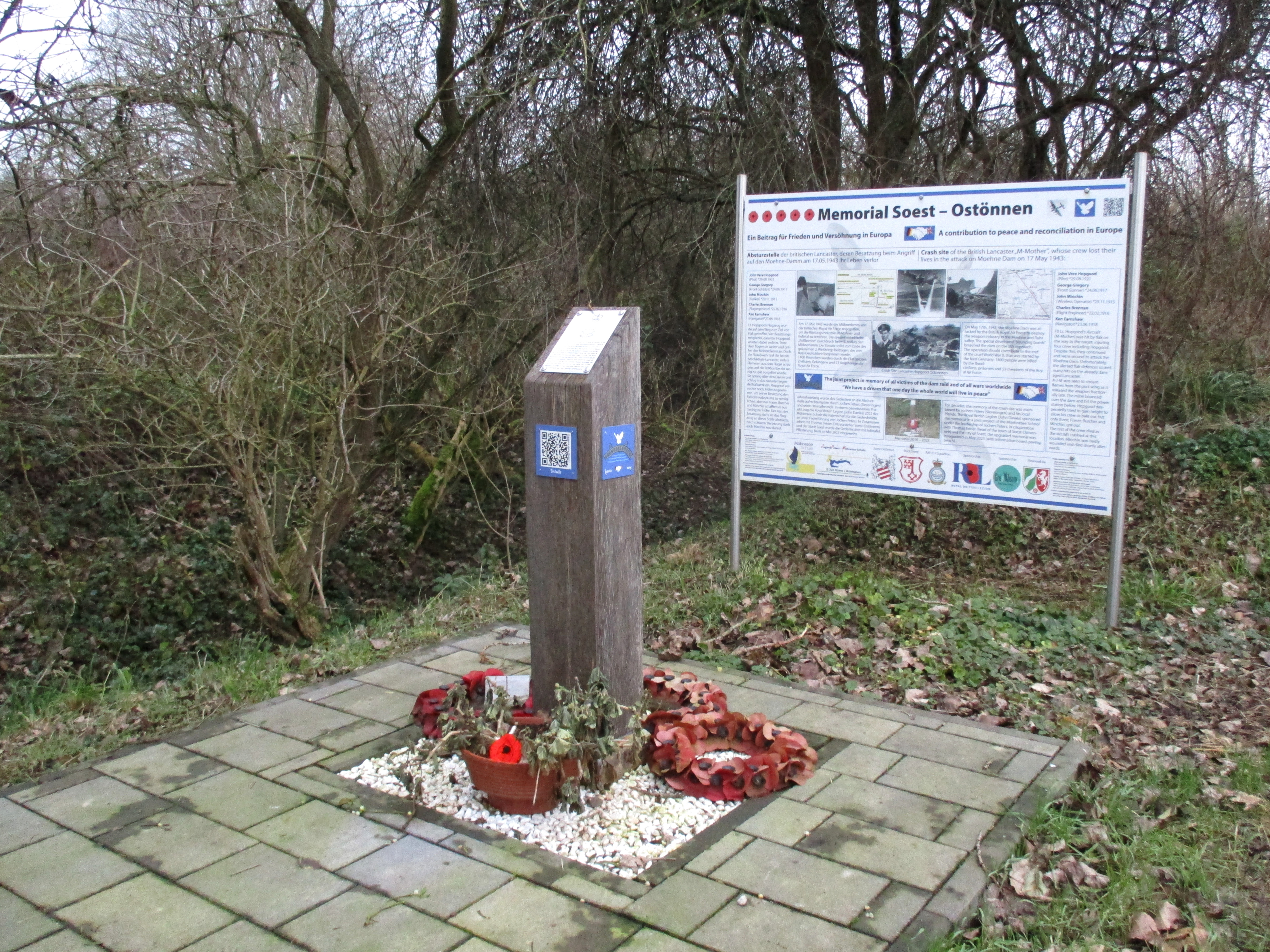
Gedenkstätte "Memorial Soest-Ostönnen"

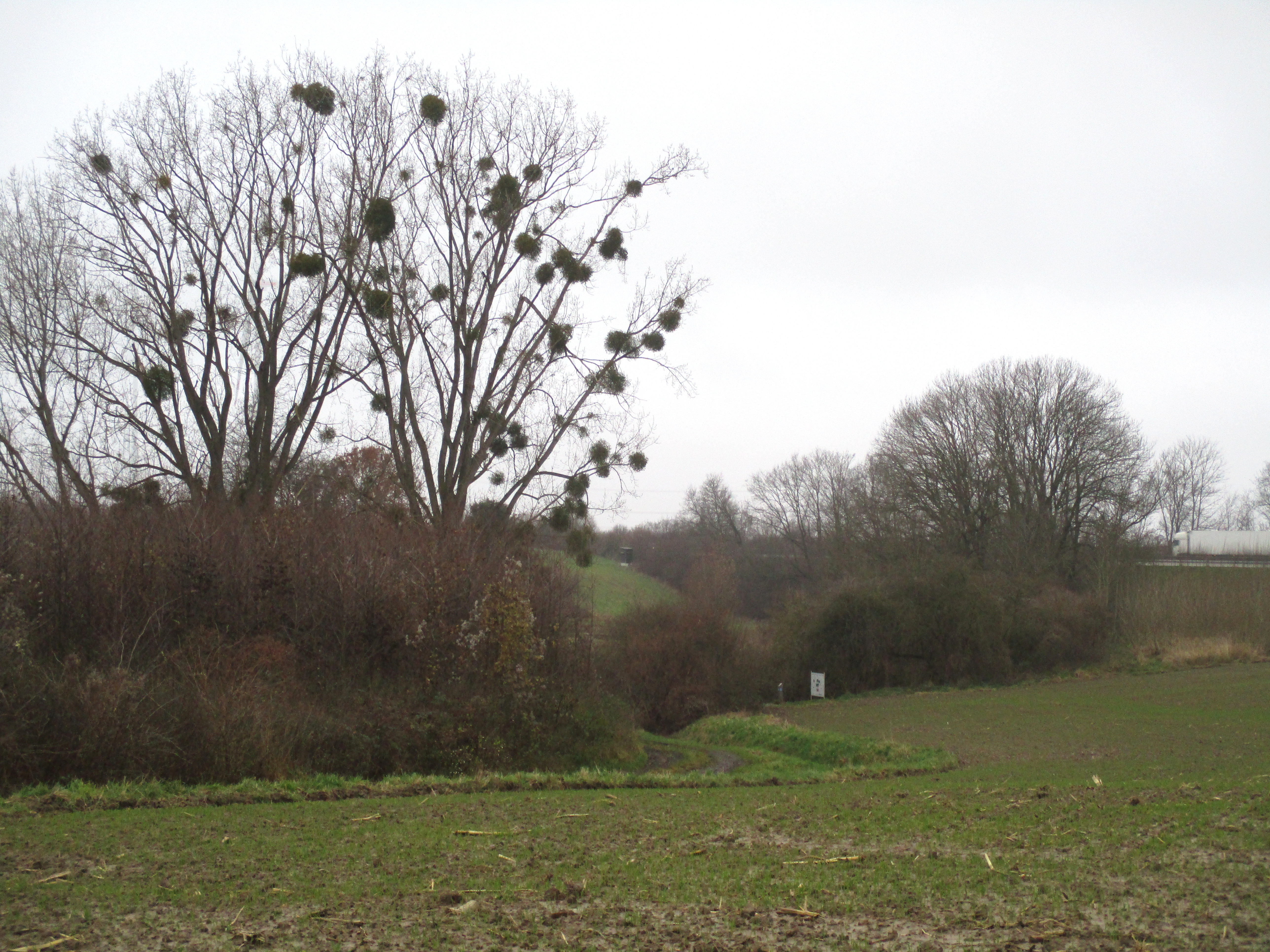
Hier stürzte am 17. Mai 1943 Hopgoods Lancaster nach Abwurf der Rollbombe auf die Möhnetalsperre ab.

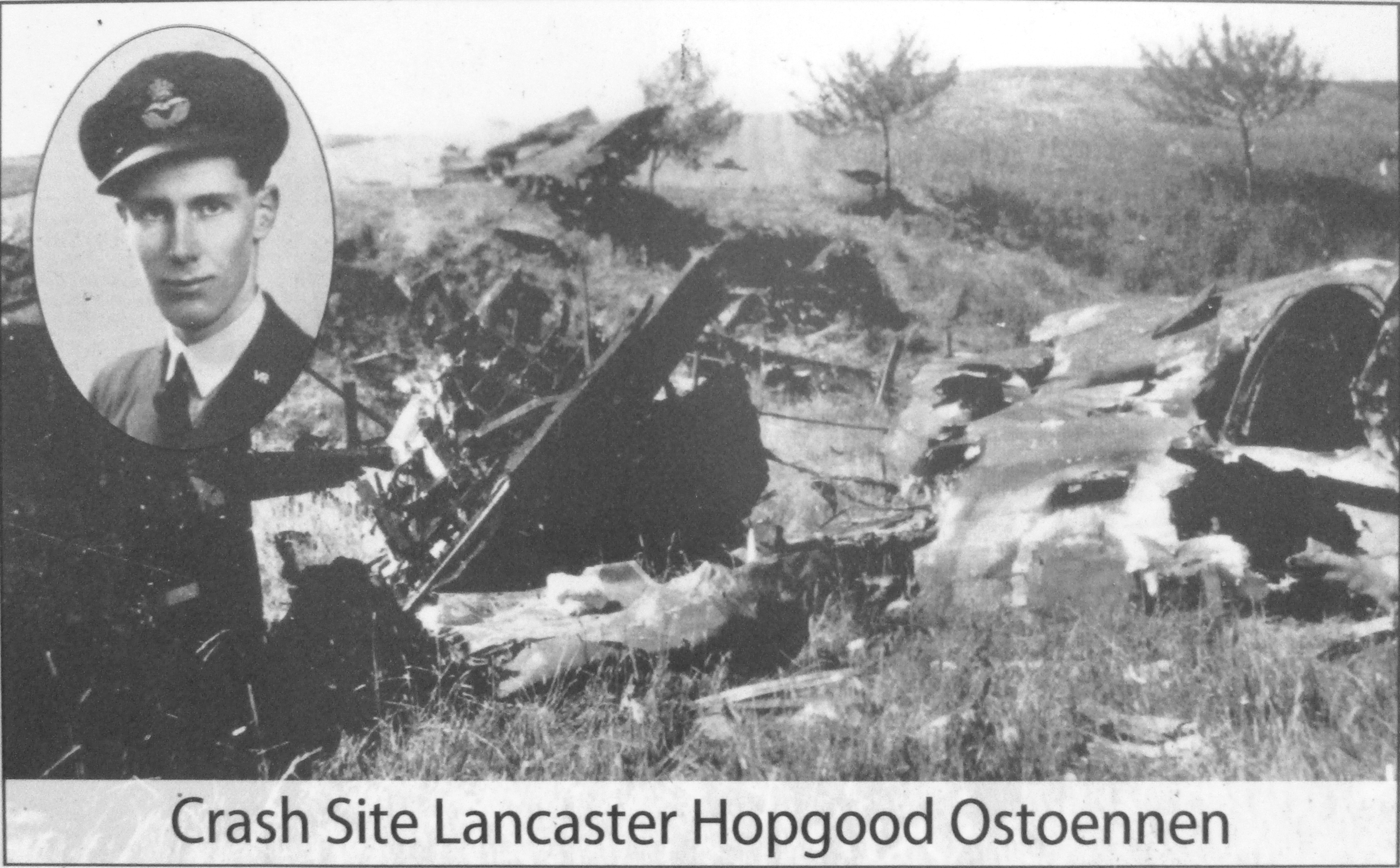
Bild der zerstörten Lancaster "AJ-M-Mother" von 1943

Das Memorial Soest – Ostönnen ist eine Gedenkstätte für die Besatzungsmitglieder der Avro Lancaster Mk III ED 925/G „AJ-M-Mother“. Das Flugzeug der Royal Air Force wurde beim Angriff auf die Möhnetalsperre von Flakgeschützen getroffen und stürzte auf einem Acker bei Soest – Ostönnen ab. Der Pilot John Vere Hopgood und vier Besatzungsmitglieder starben. Heute befindet sich an der Absturzstelle eine Gedenkstätte.

## Geschichte
Am 17. Mai 1943 griff die 617. Squadron der britischen Royal Air Force unter der „Operation Chastise“ die Talsperren an Möhne, Eder und Sorpe an. Die Zerstörung des Dämme und die damit erzeugte Flutwelle sollte die Waffenindustrie im Sauerland und dem Ruhrgebiet zum Erliegen bringen. Ziel der Ersten Angriffswelle, zu der auch die Lancaster von John Hopgood gehörte, war die Möhnetalsperre. Sein Flugzeug mit dem Rufzeichen AJ-M (Mother) war das 2. der Staffel. Zur Crew gehörten der Flugingenieur Charles Brennan, der Navigator Ken Earnshaw, Frontschütze George Gregory, der Funker John Minchin, Heckschütze Tony Burcher und der Bombenschütze John William Fraser. Um die Staumauer zu durchbrechen und die davor gespannten Torpedoschutznetze zu Überwinden wurden spezielle Rollbomben entwickelt, die wie Flitschsteine über das Wasser springen konnten, an der Oberkante der Mauer absanken und bei einer Wassertiefe von 9 Metern durch den Wasserdruck detonierten. Für optimale Schadwirkung am Damm musste die Bombe dafür etwa 400 Meter vor dem Ziel mit 500 Umdrehungen pro Minute ausgeklinkt werden und mit einem Winkel von 7° auf die Wasseroberfläche auftreffen. Dem entsprechend mussten die Piloten für das riskante Manöver extrem tief fliegen. Etwa 18 Meter über dem Wasser – und hinter der Möhnetalsperre wird es bergig...
In Dreiergruppen näherten sich das „Dambusters Raid“, wie sich das britische Geschwader nannte, Ziel „X“ – die Möhnetalsperre. Angeführt von Gibson „AJ-G“, gefolgt von Hopgood „AJ-M“ und Martin „AJ-P“. Beim Anflug zum Möhnesee wurde John Hopgoods Maschine bei Dülmen von deutschen Flakschützen getroffen. Beim Beschuss wurde ein Triebwerk beschädigt und lief nur noch mit verminderter Drehzahl. Der Heckschütze Tony Burcher wurde von Granatsplittern getroffen und musste seinen Platz verlassen, weil die Heckkanzel von dem Flaktreffer zerstört wurde. Dabei bekam er Granatsplitter ab. Auch der Pilot und drei weitere Besatzungsmitglieder wurden verletzt. John Hopgood hatte eine blutende Wunde am Kopf, sein Navigator Ken Earnshaw, der hinter ihm saß, wurde vom Flakfeuer getroffen, Funker John Minchins Bein war halb durchtrennt und der Frontschütze George Gregory stand unter Schock und antwortete nicht auf seiner Gegensprechanlage. Trotz des Zwischenfalls beschloss die Mannschaft so kurz vor dem Ziel ihre Mission durchzuziehen. Die 60 km musste die „Mother“ auf jeden Fall noch schaffen, um die Rollbombe zu ihrem Bestimmungsort zu bringen. Der Flugingenieur Charles Brennan hatte alle Hände voll zu tun, um den Piloten zu unterstützen, die Lancaster auf Höhe zu halten und mit einem Taschentuch Hopgoods Platzwunde zu versorgen. Tony Burcher kümmerte sich derweil um den schwer verletzten Funker und half ihm beim Umschnallen des Fallschirms.
An der Möhnetalsperre geriet das beschädigte Flugzeug abermals unter Flakbeschuss. Aus dem Flügel schossen Flammen und die Rollbombe wurde ein wenig zu spät ausgelöst. Sie sprang über die Mauerkrone und traf das darunter liegende Kraftwerk, wo sie explodierte. John Hopgood versuchte nun rasch an Höhe zu gewinnen, bevor die Lancaster am Haarstrang zerschellte und um seiner Mannschaft einen rettenden Fallschirmabsprung zu ermöglichen. Er schaffte es aber nur knapp über die Baumwipfel. Das Triebwerk war zu schwer beschädigt und brannte qualmend. Zudem drohte der Flügel abzubrechen. Kaum, dass das Flugzeug eine Höhe von über 100 Metern erreicht hatte, gab er seiner Crew den Befehl zum sofortigen Absprung. Aus niedrigster Höhe gelang es Fraser, Burcher und Minchin das Flugzeug zu verlassen. John Minchin überlebte den Absprung nicht und starb an seinen schweren Verletzungen. Fraser und Burcher kamen in Kriegsgefangenschaft. Der Rest der Besatzung starb bei dem Absturz der Maschine auf einen Acker bei Soest – Ostönnen, wo die Lancaster zerschellte. John Minchins Leiche wurde 2 Kilometer von der Absturzstelle gefunden. Sie sind auf dem Rheinberg War Cemetery in Nordrhein-Westfalen bestattet. (Gemeinschaftsgrab Feld 17, Reihe: E 2-6; Lage)
Die 5. Rollbombe der „AJ-J“ von Maltby durchschlug die Staumauer. Bei der Möhnekatastrophe starben durch die Fluten über 1300 Menschen.

## Besatzung der Avro Lancaster „AJ-M-Mother“
| Name                      | Position      | Geburtstag/-ort                                                                       | Anmerkungen |
| ------------------------- | ------------- | ------------------------------------------------------------------------------------- | --- |
| John „Hoppy“ Vere Hopgood | Pilot         | 29. August 1921 in Hurst, Berkshire, GB                                               | Starb beim Absturz der Lancaster in Soest – Ostönnen Bestattet auf dem Rheinberg War Cemetery |
| Charles Brennan           | Flugingenieur | 22. Februar 1916 in Calgary, Alberta, Kanada                                          | Starb beim Absturz der Lancaster in Soest – Ostönnen Bestattet auf dem Rheinberg War Cemetery |
| Kenneth „Ken“ Earnshaw    | Navigator     | 23. Juni 1918 in Bridlington, Yorkshire, GB; Familie wanderte später nach Kanada aus. | Auf dem Hinflug von Flakfeuer getroffen und wurde tot aus den Trümmern der abgestürzten Lancaster geborgen. Bestattet auf dem Rheinberg War Cemetery |
| George Gregory            | Frontschütze  | 24. Juni 1917 in Govan, Glasgow, GB                                                   | Schaffte es nicht mehr aus dem Flugzeug zu springen und starb beim Absturz der Lancaster in Soest – Ostönnen Bestattet auf dem Rheinberg War Cemetery |
| John Minchin              | Funker        | 29. November 1915 im Dorf Bourton-on-the-Water in Gloucestershire, GB                 | Wegen seines durchtrennten Beins schaffte er den Absprung nicht mehr alleine. Burcher zog für ihn die Reißleine und stieß ihn aus der Luke. Minchin überlebte zwar durch den Abwurf den Absturz, starb jedoch kurze Zeit später an seinen schweren Verletzungen. Seine Leiche wurde 2 km vor der Absturzstelle gefunden. Bestattet auf dem Rheinberg War Cemetery                                                        |
| Anthony „Tony“ Burcher    | Heckschütze   | 15. März 1922 in Vaucluse in Sydney, Australien                                       | Überlebte den Absturz durch Fallschirmabsprung, zog sich aber wegen der geringen Höhe eine Rückenverletzung zu. Glücklicherweise erhielt er nach seiner Inhaftierung eine gute Versorgung durch die deutschen Ärzte. Den Rest des Krieges verbrachte er in Kriegsgefangenschaft im Stalag Luft III in Sagan / Niederschlesien. Er starb am 9. August 1995 mit 73 Jahren an Lungenkrebs in Hobart, Tasmanien, Australien. |
| John William Fraser       | Bombenschütze | 22. September 1922 in Nanaimo, British Columbia, Kanada                               | Verließ als Letzter die Lancaster kurz vor dem Absturz und schaffte damit einen den niedrigsten Fallschirmabsprünge der Geschichte aus einem Flugzeug. Er überlebte den Absprung unverletzt. Nach Inhaftierung kam er in Kriegsgefangenschaft und verbrachte den Rest des Krieges im Stalag Luft III in Sagan / Niederschlesien. Er starb am 2. Juni 1962 bei einem Flugunfall in Saltery Bay in British Columbia        |

## Gedenkstätte „Memorial Soest - Ostönnen“

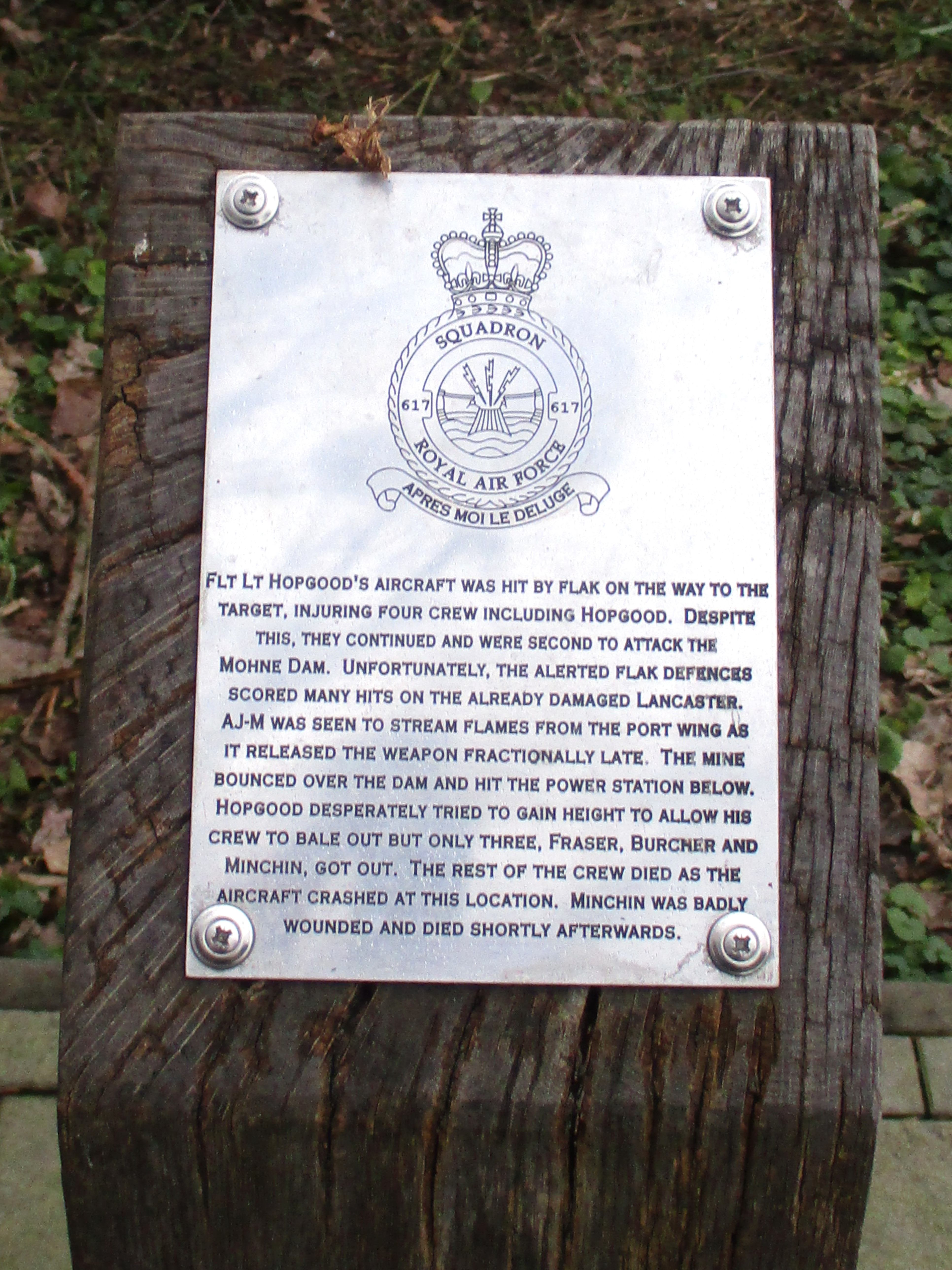
2010 stiftete der Britische Militärhistoriker Dr. Robert Owen eine Gedenktafel für die Absturzstelle. Sie ist Teil des 2023 neu gestalteten "Memorial Soest - Ostönnen".

Auf einem Acker hinter der A44 bei Soest-Ostönnen befindet sich ein unscheinbares Ehrenmal für die Crew des 617. Squadron der britischen Royal Air Force. An dieser Stelle stürzte die Avro Lancaster „AJ-M – Mother“ am 17. Mai 1943 ab und zerschellte. Die Erinnerung an den Flugzeugabsturz wurde jahrzehntelang von Jochen Peters und seinen Vereinsfreunden vom Heimatverein Niederense aufrecht gehalten. Das Heimatmuseum Niederense befasst sich mit der Geschichte der Möhnekatastrophe und besitzt eine umfangreiche Sammlung an Text- und Bilddokumenten. 1982 wurde an der Absturzstelle in Ostönnen eine Gedenkstele aus Eichenholz mit den Namen der „Dambusters“ errichtet. 2010 stiftete der Britische Militärhistoriker Robert Owen, der offizielle Historiker der 617. Squadron Association, bei einem Besuch eine neue Plakette für die Gedenkstele. Auf ihr ist in Englisch die Geschichte vom Absturz der „AJ-M“ eingraviert. Sie wurde feierlich eingeweiht. Die alte Plakette kam in das Heimatmuseum Niederense.
Obwohl die Gedenkstätte nicht leicht zu finden ist, werden dort von Veteranen und Angehörigen des Britischen Militärs und Besuchern aus England regelmäßig Mohnblumenkränze abgelegt. Zum 17. Mai und am 11. November finden dort Gedenkveranstaltungen statt, um Gemeinsam an die Opfer der Möhnekatastrophe und die Gefallenen und Veteranen der Britischen Armee zu Erinnern. Aus einem Schulprojekt der Möhnetal-Schule in Körbecke zum 75. Jahrestag der Talsperrenbombardierung, dass online gestellt wurde, entwickelte sich eine Patenschaft für die Gedenkstätte. Darauf wurde auch 2022 der deutsche Zweig der Royal Britisch Legion aufmerksam. Nach Kontaktaufnahme einstanden Freundschaften mit dem Britischen Veteranenverein und eine Zusammenarbeit mit der Möhnetal-Schule, dem Heimatverein Niederense und der Stadt Soest, der das Grundstück gehört. Gemeinsam beschloss man, die Gedenkstätte zu erneuern, zu Pflegen und zusammen Gedenktage zu veranstalten.
2023, zum 80. Jahrestag des Flugzeugabsturzes und der Möhnekatastrophe konnte die neu gestaltete Gedenkstätte eingeweiht werden. Der Platz um die Erinnerungsstele wurde gepflastert und eine neue Parkbank aufgestellt. Für die Erinnerungsstätte stiftete das Heimatministerium NRW die Infotafel. Rund um den Platz wurde von den Schülern roter Klatschmohn ausgesät. Im englischsprachigen Raum sind die „Remembrance Poppies“ ein Symbol des Gedenkens an die in den beiden Weltkriegen gefallenen Soldaten und die namenlosen Opfer der Kriege. 
Das „Memorial Soest – Ostönnen“ liegt etwas versteckt an dem unbefestigten Feldweg „Frankweg“, zwischen den Straßen Lanner (L745) und Holtweg. Er befindet sich direkt hinter der Autobahnüber- bzw. Unterführung. Von dort zweigt Richtung Norden ein geschwungener Feldweg zur Gedenkstätte ab. Der Zugang ist etwa auf Höhe der markanten mistelbewachsenen Bäume und der geköpften Tanne. Der Frankweg ist nicht wirklich für Straßenfahrzeuge geeignet und nach Regen ziemlich matschig und von Pfützen bedeckt. Am besten lässt man sein Fahrzeug bei der Einfahrt in den Frankweg stehen und läuft die 250 Meter bis zur Gedenkstätte. Mit öffentlichen Verkehrsmitteln ist sie über die Bushaltestelle „Kleinbahnhof Ostönnen“ erreichbar. Dort halten Buslinien aus Soest (C5), Werl (R47) und Neheim (R54). Über den wenig befahrenen Holtweg erreicht man nach ca. 1,6 km die Absturzstelle.